# Colchicum burttii
Colchicum burttii är en tidlöseväxtart som beskrevs av Robert Desmond Meikle. Colchicum burttii ingår i släktet tidlösor, och familjen tidlöseväxter. Inga underarter finns listade i Catalogue of Life.